# Personer i Sverige födda i Nederländerna
Till personer i Sverige födda i Nederländerna räknas personer som är folkbokförda i Sverige och som har sitt ursprung i Nederländerna. Enligt Statistiska centralbyrån fanns det 2021 i Sverige sammanlagt cirka 13 500 personer födda i Nederländerna.

## Historik

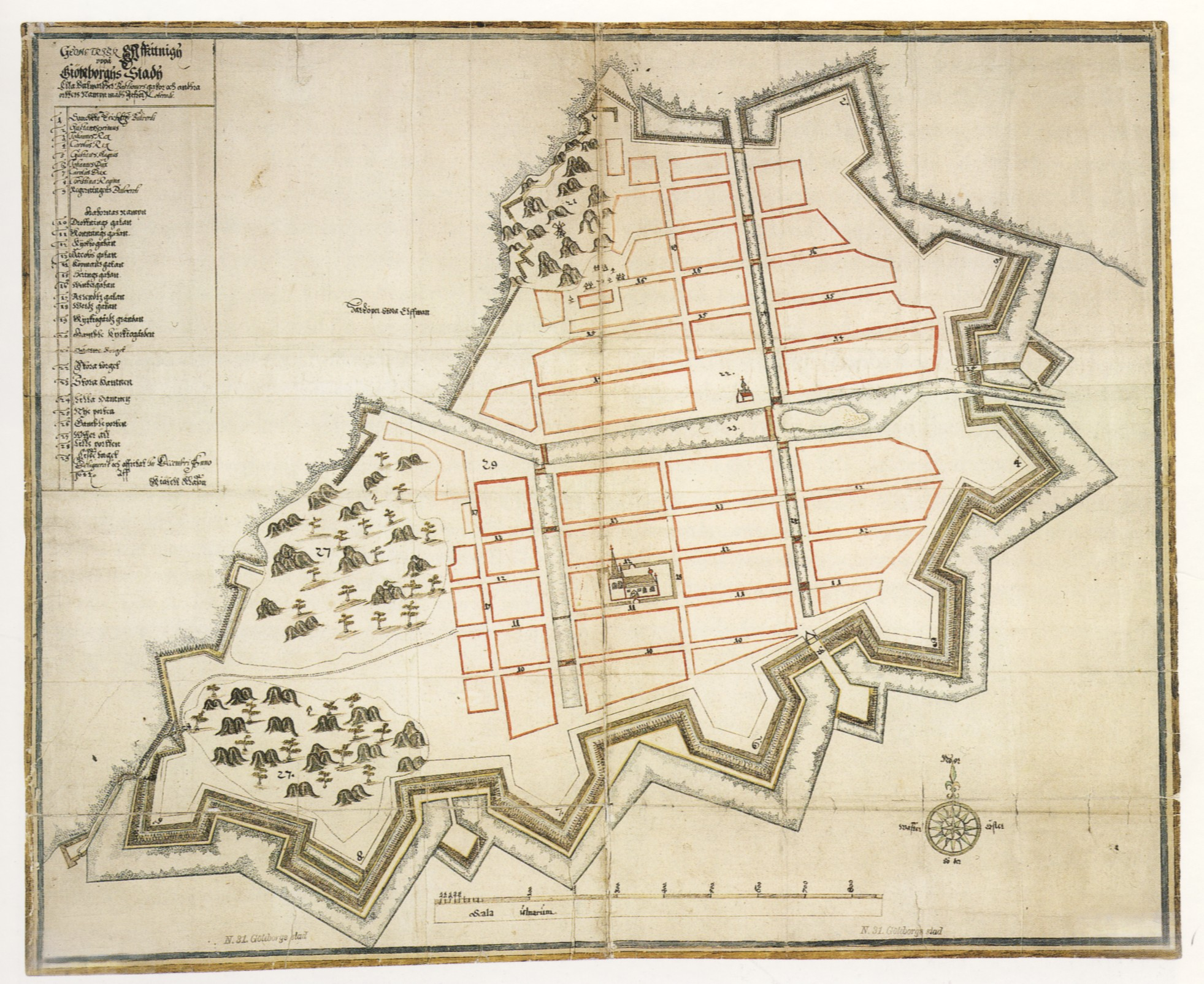
Fästningsstaden Göteborg 1644.

Holländsk emigration till Sverige har pågått under ett flertal århundraden.
Under stormaktstiden utmärkte sig holländska migranter jämte valloner och skottar som grupper med stor betydelse för Sverige. Under början av 1600-talet avsåg Karl IX att befolka Hisingen med holländare. Där tillämpade de samma princip för stadsplanering som i Amsterdam, enligt regularitetsprincipen eller castra romana, liksom för byggnation i sankmark och lera.
Under det nederländska frihetskriget bosatte sig många nederländska handelsmän i Sverige.:16m40s Bland namnkunniga holländare i Sverige märks entreprenören Louis de Geer, tillika svenska De Geer-familjens stamfader. Bland andra släkter i Sverige med nederländskt ursprung märks Kuylenstierna, de Besche och Indebetou.

## Senare år
Under 2000-talet har nederländare flyttat till Sverige för att bland annat driva turismföretag. Årligen flyttar omkring 500–1 000 nederländare till Sverige, och landskapen Värmland och Dalarna.
I Värmlands län var 1 502 personer födda i Nederländerna folkbokförda. Av dessa var 458 bosatta i Hagfors kommun, vilket gör den till Hagfors numerärt största invandrargrupp.

## Historisk utveckling

### Födda i Nederländerna
| Personer i Sverige födda i Nederländerna 1900–2024 | Personer i Sverige födda i Nederländerna 1900–2024 | Personer i Sverige födda i Nederländerna 1900–2024 | Personer i Sverige födda i Nederländerna 1900–2024 | Personer i Sverige födda i Nederländerna 1900–2024 |
| --- | -------------------------------------------------- | -------------------------------------------------- | -------------------------------------------------- | -------------------------------------------------- |
| |                                                    |                                                    |                                                    |                                                    |
| År |                                                    |                                                    | Folkmängd                                          |                                                    |
| 1900 | 1900                                               |                                                    | 50                                                 |                                                    |
| 1930 | 1930                                               |                                                    | 208                                                |                                                    |
| 1950 | 1950                                               |                                                    | 1 213                                              |                                                    |
| 1960 | 1960                                               |                                                    | 2 105                                              |                                                    |
| 1970 | 1970                                               |                                                    | 2 916                                              |                                                    |
| 1980 | 1980                                               |                                                    | 3 077                                              |                                                    |
| 1990 | 1990                                               |                                                    | 3 543                                              |                                                    |
| 2000 | 2000                                               |                                                    | 4 532                                              |                                                    |
| 2001 | 2001                                               |                                                    | 4 777                                              |                                                    |
| 2002 | 2002                                               |                                                    | 4 963                                              |                                                    |
| 2003 | 2003                                               |                                                    | 5 150                                              |                                                    |
| 2004 | 2004                                               |                                                    | 5 454                                              |                                                    |
| 2005 | 2005                                               |                                                    | 5 922                                              |                                                    |
| 2006 | 2006                                               |                                                    | 6 531                                              |                                                    |
| 2007 | 2007                                               |                                                    | 7 204                                              |                                                    |
| 2008 | 2008                                               |                                                    | 7 895                                              |                                                    |
| 2009 | 2009                                               |                                                    | 8 324                                              |                                                    |
| 2010 | 2010                                               |                                                    | 8 700                                              |                                                    |
| 2011 | 2011                                               |                                                    | 9 123                                              |                                                    |
| 2012 | 2012                                               |                                                    | 9 401                                              |                                                    |
| 2013 | 2013                                               |                                                    | 9 781                                              |                                                    |
| 2014 | 2014                                               |                                                    | 10 183                                             |                                                    |
| 2015 | 2015                                               |                                                    | 10 656                                             |                                                    |
| 2016 | 2016                                               |                                                    | 11 147                                             |                                                    |
| 2017 | 2017                                               |                                                    | 11 634                                             |                                                    |
| 2018 | 2018                                               |                                                    | 12 095                                             |                                                    |
| 2019 | 2019                                               |                                                    | 12 470                                             |                                                    |
| 2020 | 2020                                               |                                                    | 12 769                                             |                                                    |
| 2021 | 2021                                               |                                                    | 13 523                                             |                                                    |
| 2022 | 2022                                               |                                                    | 14 774                                             |                                                    |
| 2023 | 2023                                               |                                                    | 15 772                                             |                                                    |
| 2024 | 2024                                               |                                                    | 16 829                                             |                                                    |
| Anm.: Befolkning den 31 december respektive år förutom åren 1960 och 1970 som avser förhållandet den 1 november och år 1980 som avser förhållandet den 15 september. |                                                    |                                                    |                                                    |                                                    |